# Guimbarda (eina)

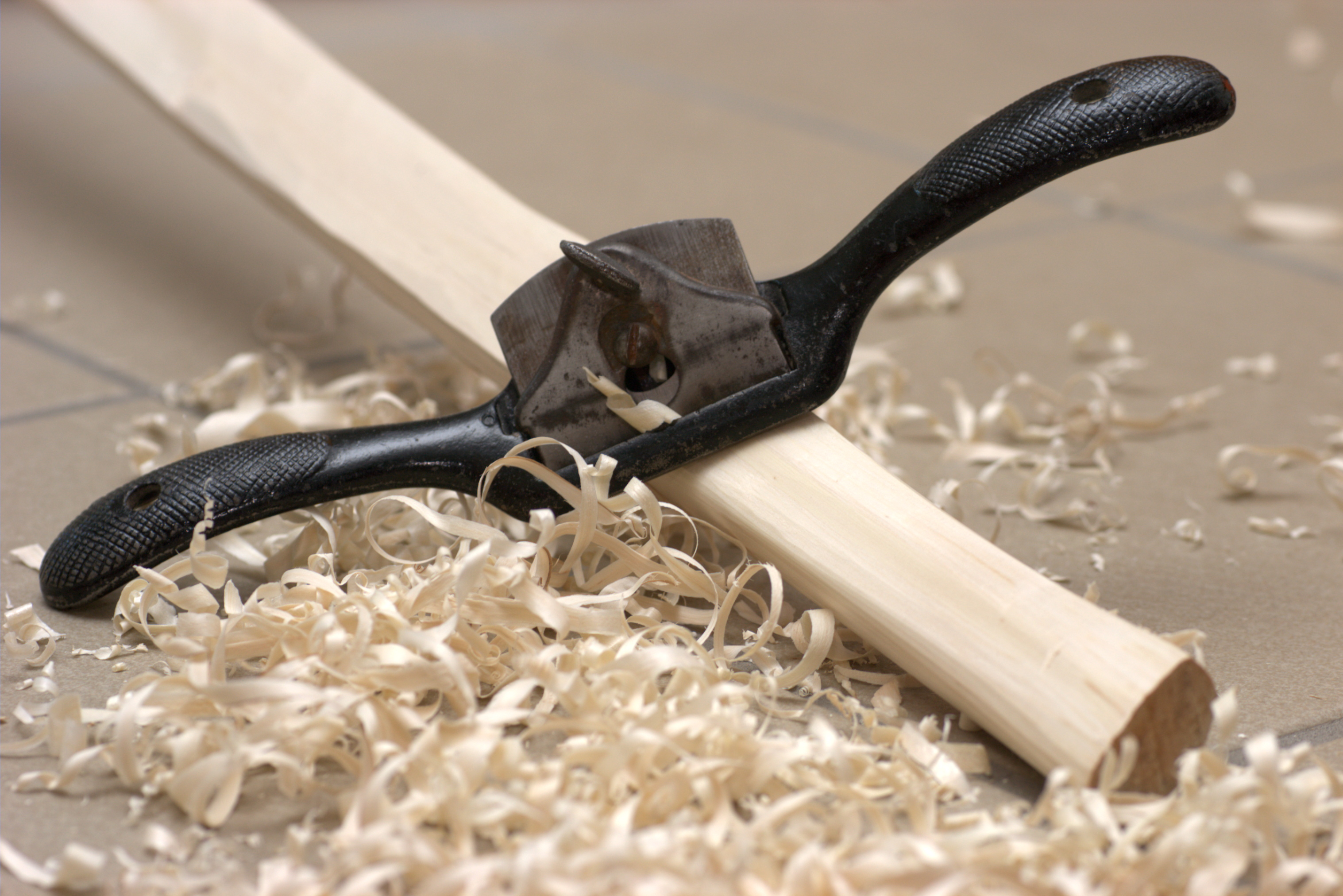
Una guimbarda

La guimbarda és una eina emprada en la fusteria. És una eina de tall, generalment amb dos mànecs i una fulla de tall regulable (d'uns 4 cm d'amplada com a molt) al mig. Serveix per a rebaixar, igualar o polir superfícies, sobretot les que són corbades o enfonsades. S'utilitza també per a arrodonir mànecs, potes de cadira, arcs, sagetes, rems, rajos de roda o per donar forma a les dogues d'una bota.
La guimbarda funciona de manera similar al cutxef, però té el tall regulable, com el d'un ribot. D'aquesta manera, el fuster pot canviar la forma d'una fusta de mica en mica, sense que el tall s'hi enfonsi massa. Igual que el ribot, la guimbarda pot deixar les superfícies igualades i ben polides.